# Sargocentron rubrum
Sargocentron rubrum is een straalvinnige vissensoort uit de familie van de eekhoorn- en soldatenvissen (Holocentridae). De wetenschappelijke naam van de soort werd in 1775 als Sciaena rubra gepubliceerd door Peter Forsskål.